# Ophiocordyceps
Ophiocordyceps là một chi nấm trong họ Ophiocordycipitaceae. Chi nấm phân bố rộng rãi, đầu tiên được mô tả khoa học bởi nhà nấm học người Anh Tom Petch vào năm 1931, chi này chứa khoảng 140 loài mọc ký sinh trên côn trùng. Các chi biến hình tương ứng với các loài Ophiocordyceps là Hirsutella, Hymenostilbe, Paraisaria, and Syngliocladium.
Ophiocordyceps unilateralis hay nấm sát thủ được biết đến với sự ký sinh trên loài kiến, trong đó nó làm thay đổi hành vi của những con kiến theo một cách để gieo rắc nó hiệu quả hơn. Nấm tấn công vào não của kiến, gây ra nó để từ bỏ bầy đàn của nó. Kiến cắn vào phần thịt lá và vẫn bám chặt ở vị trí đó cho đến khi nó chết. Nấm sau đó có thể lây lan từ cơ thể của kiến lá để lặp lại chu kỳ. 

## Các loài
- Ophiocordyceps acicularis
- Ophiocordyceps agriotidis
- Ophiocordyceps ainictos
- Ophiocordyceps amazonica
  - Ophiocordyceps amazonica var. neoamazonica
- Ophiocordyceps aphodii
- Ophiocordyceps appendiculata
- Ophiocordyceps arachneicola
- Ophiocordyceps arbuscula
- Ophiocordyceps armeniaca
- Ophiocordyceps asyuënsis
- Ophiocordyceps aurantia
- Ophiocordyceps australis
- Ophiocordyceps barnesii
- Ophiocordyceps bicephala
- Ophiocordyceps brunneipunctata
- Ophiocordyceps bispora
- Ophiocordyceps blattae
- Ophiocordyceps caloceroides
- Ophiocordyceps cantharelloides
- Ophiocordyceps carabidicola
- Ophiocordyceps cicadicola
- Ophiocordyceps clavata
- Ophiocordyceps clavulata
- Ophiocordyceps coccidiicola
- Ophiocordyceps coccigena
- Ophiocordyceps cochlidiicola
- Ophiocordyceps communis
- Ophiocordyceps corallomyces
- Ophiocordyceps crassispora
- Ophiocordyceps crinalis
- Ophiocordyceps cuboidea
- Ophiocordyceps cucumispora
  - Ophiocordyceps cucumispora var.  dolichoderi
- Ophiocordyceps curculionum
- Ophiocordyceps cylindrostromata
- Ophiocordyceps dayiensis
- Ophiocordyceps dermapterigena
- Ophiocordyceps dipterigena
- Ophiocordyceps discoideicapitata
- Ophiocordyceps ditmarii
- Ophiocordyceps dovei
- Ophiocordyceps elateridicola
- Ophiocordyceps elongata
- Ophiocordyceps elongatiperitheciata
- Ophiocordyceps elongatistromata
- Ophiocordyceps emeiensis
- Ophiocordyceps engleriana
- Ophiocordyceps entomorrhiza
- Ophiocordyceps evdogeorgiae
- Ophiocordyceps falcata
- Ophiocordyceps falcatoides
- Ophiocordyceps fasciculatistromata
- Ophiocordyceps ferruginosa
- Ophiocordyceps filiformis
- Ophiocordyceps formicarum
- Ophiocordyceps forquignonii
- Ophiocordyceps furcicaudata
- Ophiocordyceps gansuënsis
- Ophiocordyceps geniculata
- Ophiocordyceps gentilis
- Ophiocordyceps glaziovii
- Ophiocordyceps goniophora
- Ophiocordyceps gracilioides
- Ophiocordyceps gracilis
- Ophiocordyceps gryllotalpae
- Ophiocordyceps halabalaensis
- Ophiocordyceps heteropoda
- Ophiocordyceps hirsutellae
- Ophiocordyceps hiugensis
- Ophiocordyceps huberiana
- Ophiocordyceps humbertii
- Ophiocordyceps insignis
- Ophiocordyceps irangiensis
- Ophiocordyceps japonensis
- Ophiocordyceps jiangxiensis
- Ophiocordyceps jinggangshanensis
- Ophiocordyceps kangdingensis
- Ophiocordyceps kniphofioides
  - Ophiocordyceps kniphofioides var. dolichoderi
  - Ophiocordyceps kniphofioides var. monacidis
  - Ophiocordyceps kniphofioides var. ponerinarum
- Ophiocordyceps koningsbergeri
- Ophiocordyceps konnoana
- Ophiocordyceps lachnopoda
- Ophiocordyceps laojunshanensis
- Ophiocordyceps larvarum
- Ophiocordyceps larvicola
- Ophiocordyceps lloydii
  - Ophiocordyceps lloydii var.  binata
- Ophiocordyceps longissima
- Ophiocordyceps lutea
- Ophiocordyceps macularis
- Ophiocordyceps melolonthae
  - Ophiocordyceps melolonthae var. rickii
- Ophiocordyceps michiganensis
- Ophiocordyceps minutissima
- Ophiocordyceps monticola
- Ophiocordyceps mrciensis
- Ophiocordyceps multiaxialis
- Ophiocordyceps myrmecophila
- Ophiocordyceps neovolkiana
- Ophiocordyceps nepalensis
- Ophiocordyceps nigra
- Ophiocordyceps nigrella
- Ophiocordyceps nigripes
- Ophiocordyceps nutans
- Ophiocordyceps obtusa
- Ophiocordyceps octospora
- Ophiocordyceps odonatae
- Ophiocordyceps osuzumontana
- Ophiocordyceps owariensis
  - Ophiocordyceps owariensis f. viridescens
- Ophiocordyceps oxycephala
- Ophiocordyceps paludosa
- Ophiocordyceps paracuboidea
- Ophiocordyceps pentatomae
- Ophiocordyceps petchii
- Ophiocordyceps proliferans
- Ophiocordyceps prolifica
- Ophiocordyceps pruinosa
- Ophiocordyceps pseudolloydii
- Ophiocordyceps pseudolongissima
- Ophiocordyceps pulvinata
- Ophiocordyceps purpureostromata
  - Ophiocordyceps purpureostromata f.  recurvata
- Ophiocordyceps ravenelii
- Ophiocordyceps rhizoidea
- Ophiocordyceps ridleyi
- Ophiocordyceps robertsii
- Ophiocordyceps rubripunctata
- Ophiocordyceps rubiginosiperitheciata
- Ophiocordyceps ryogamiensis
- Ophiocordyceps salebrosa
- Ophiocordyceps scottiana
- Ophiocordyceps selkirkii
- Ophiocordyceps sichuanensis
- Ophiocordyceps smithii
- Ophiocordyceps sobolifera
- Ophiocordyceps sinensis: Đông trùng hạ thảo
- Ophiocordyceps sphecocephala
- Ophiocordyceps stipillata
- Ophiocordyceps stylophora
- Ophiocordyceps subflavida
- Ophiocordyceps subunilateralis
- Ophiocordyceps superficialis
  - Ophiocordyceps superficialis f.  crustacea
- Ophiocordyceps takaoënsis
- Ophiocordyceps taylorii
- Ophiocordyceps thyrsoides
- Ophiocordyceps tricentri
- Ophiocordyceps truncata
- Ophiocordyceps uchiyamae
- Ophiocordyceps unilateralis: Nấm sát thủ
  - Ophiocordyceps unilateralis var. clavata
- Ophiocordyceps variabilis
- Ophiocordyceps voeltzkowii
- Ophiocordyceps volkiana
- Ophiocordyceps wuyishanensis
- Ophiocordyceps yakusimensis
- Ophiocordyceps zhangjiajiensis